# 安德鲁·汉密尔顿 (律师)

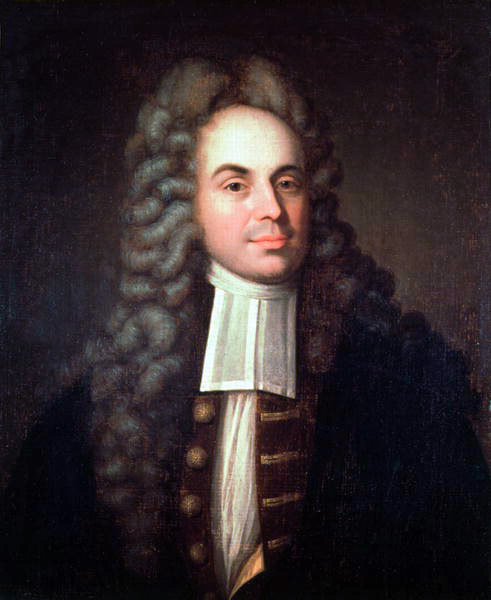

安德鲁·汉密尔顿(Andrew Hamilton)（1676年—1741年8月4日），18世纪北美著名律师，曾格案件中的一個重要參與者。

## 评价和影响
曾格案件后，曾格与汉密尔顿便成为反暴政、争自由的英雄，直到今天人们还常用「精明的像费城律师」（as smart as Philadelphia lawer）來夸奖人。同时此案件也被认为是北美争取言论自由的第一里程碑。

## 榮譽
二戰時期，美軍就有一艘運輸艦被命名為SS Andrew Hamilton，以表揚安德鲁·汉密尔顿當年的功績。